# 日本核研究
日本核武器计划（Japanese nuclear weapon program）起始于1930年代終結于1945年，由当时的大日本帝国陸軍和帝国海军主持，目的是研制核武器。

## 日本核研究历史

日本現有核電廠

### 二戰時期
1940年，时任日本陆军航空技术研究所所长的安田武雄中将命令部下铃木辰三郎开始进行日本制造原子弹的可能性分析。铃木辰三郎在得到东京帝国大学物理学教授嵯峨根辽吉的指导下，提交了以“原子弹制造的可能”的研究报告。1941年5月，理化学研究所所长、东京物理学校（东京理科大学前身）校长的大河内正敏提交了“铀炸弹制造的可能性”的报告。同年6月，物理學家仁科芳雄開始思考原子彈實物化的可能性。
1943年，東條英機下達研究原子彈的命令，代號為「仁計畫」。仁科芳雄招集了他的老師，長岡半太郎和將在戰後獲得諾貝爾物理獎的朝永振一郎以理化学研究所（RIKEN）人員身份投入海軍核子技術研發。除此之外，他們還聘請東京帝國大學的物理學教授協助分析。不過到了1943年後，當仁科芳雄告訴海軍「理論上或許可行，但可能連美國也無法成功將原子彈實用於戰爭」時，海軍便失去了興趣。而仁科芳雄只好再找其他單位來繼續研究計畫。
後來，日本陸軍開始了新一項的原子彈計畫，代號為「二號計畫」，負責專精研究鈾235的分離技術。1945年2月，一小群科學家已經成功分離出初步的鈾235複合材料，但兩個月後美軍空襲東京毀掉大部份的設備，讓鈾堆和重水的生產陷入停頓。另外，日本的原子彈計畫也飽受鈾礦短缺的困擾。日本軍方在本土、中國、朝鮮、緬甸等地搜刮鈾礦，同時要求盟国納粹德國送來鈾235的氧化物來製作原子弹，但納粹德國很快便投降，無法送達。
日本帝國海軍雖然曾放棄仁科芳雄的核子計畫，不過他們不甘陸軍專美於前，隨後又招集另一位物理學家，前台北帝國大學（今國立臺灣大學）教授荒勝文策進行研究。他的團隊包含日本第一位獲得諾貝爾物理學獎的湯川秀樹。荒勝文策設計出一款超速離心機來分離鈾235，但直到日本投降後都尚未生產。荒勝文策設計的原子彈藍圖雖然可行，也因為鈾不夠而在投降時尚未完成。
另一方面，在日本投降前不久，日本已經可以每個月從朝鮮和九州的電解氨工廠生產二十公克的重水。由野口君創辦的朝鮮水利電力公司在二次大戰結束前幾年一直秘密生產重水，其規模可與德國在挪威的重水工廠比擬。甚至有歷史學家指出，他們打算在1945年8月開始進行測試，不過真相隨著蘇聯的佔領而永遠消失。
根據美國歷史學家约翰·W·道尔的觀點，由於當時日本政府內部的混亂以及資源的相對缺乏，致使日本核計畫未能如美國、英國與納粹德國一樣發展迅速。

### 二战后的日本研究的政治指导
二战结束后，在美国的支持下，日本重新开始核研究并把研究重心放在核能和平利用。由於二戰廣島與長崎遭到美國原子彈的轟炸，造成三十萬人的死亡，作為唯一遭受原子彈攻擊的國家，日本對於發展核能始終抱持著複雜的情感，不希望再發生此慘劇，因而以身作則，1967年日本政府宣布“非核三原则”（即“不拥有、不生产、不引进”核武器）。
据美国国防部公开的文件，1972年美国将冲绳归还日本，美国将撤出核武器。但美国保留在危机时刻将核武器再度运入日本的权利。时任日本首相的佐藤荣作的遗属中留有日美两国首脑签署的相关秘密文件。

## 日本原子能研究开发机构
位于东京东北的茨城县东海村，位置偏僻隐蔽，始建于1956年，目前的规模是2005年将原来的日本原子能研究所与核燃料循环开发机构合并而形成的。

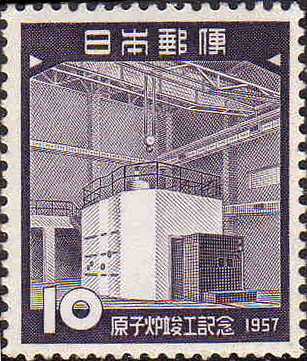
1957年核電廠完工紀念郵票

### 装备和人员配备
是日本最大的原子能研究机构，拥有几百亿美元的尖端设备，曾在此建成日本第一座核反应堆。2006年拥有日本最大、世界第三大的原子炉，正在修建世界上最先进的质子加速器。
2006年获得日本政府2004亿日元的预算拨款。
整个机构共有员工4386人，其中700多博士，很多研究人员曾留学欧美。

### 研究领域
核能的基础研究开发，量子发射技术、核燃料循环利用以及核废弃物处理技术等。

### 学术交流
该机构曾与中国清华大学的核物理研究人员进行过学术交流。

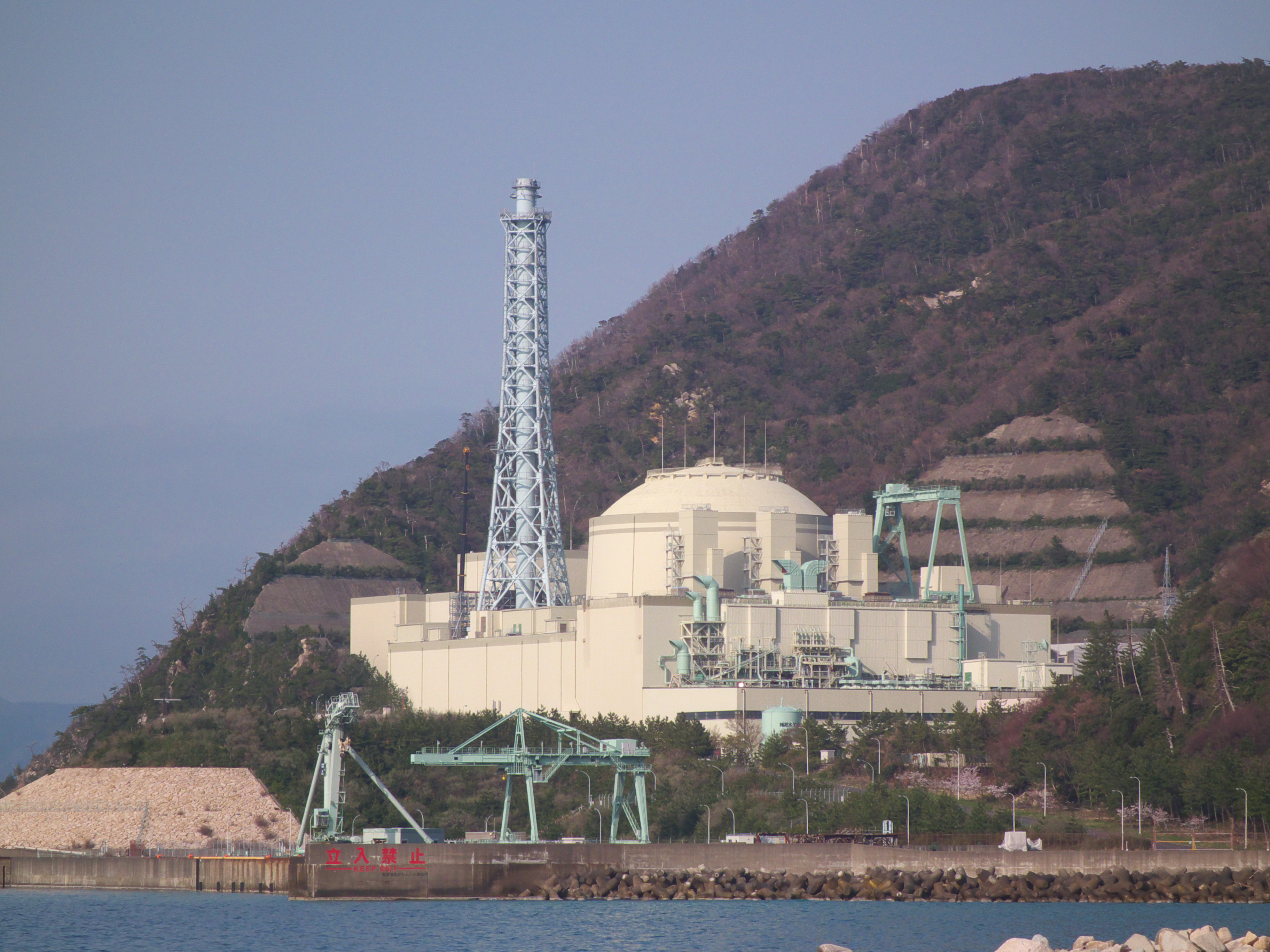
日本文殊增殖爐

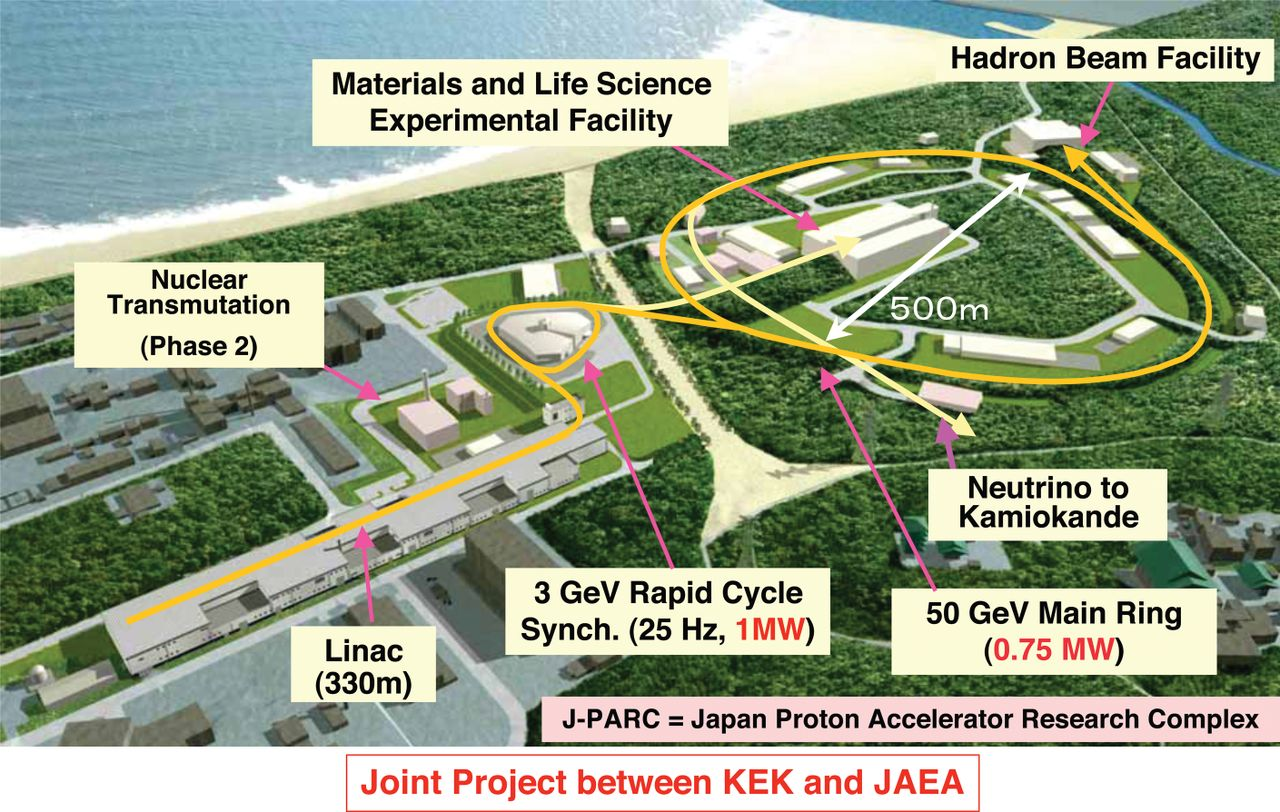
J-PARC質子加速器

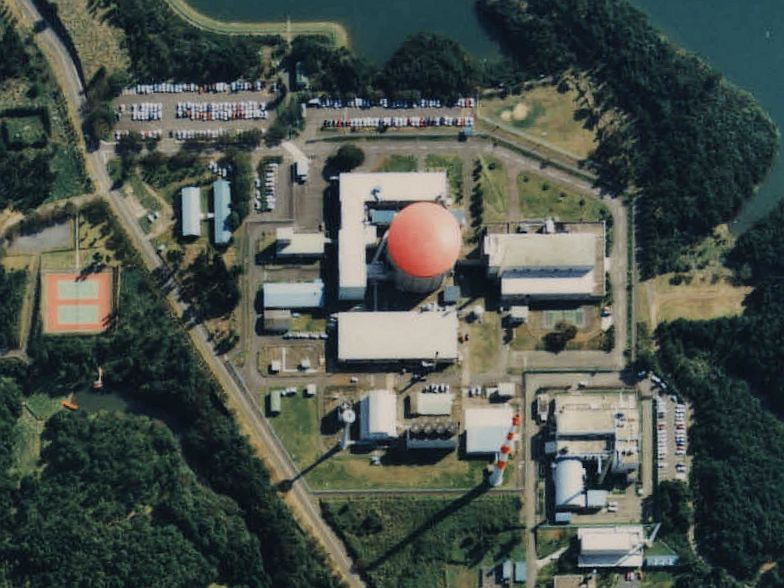
日本材料試驗爐(1986)

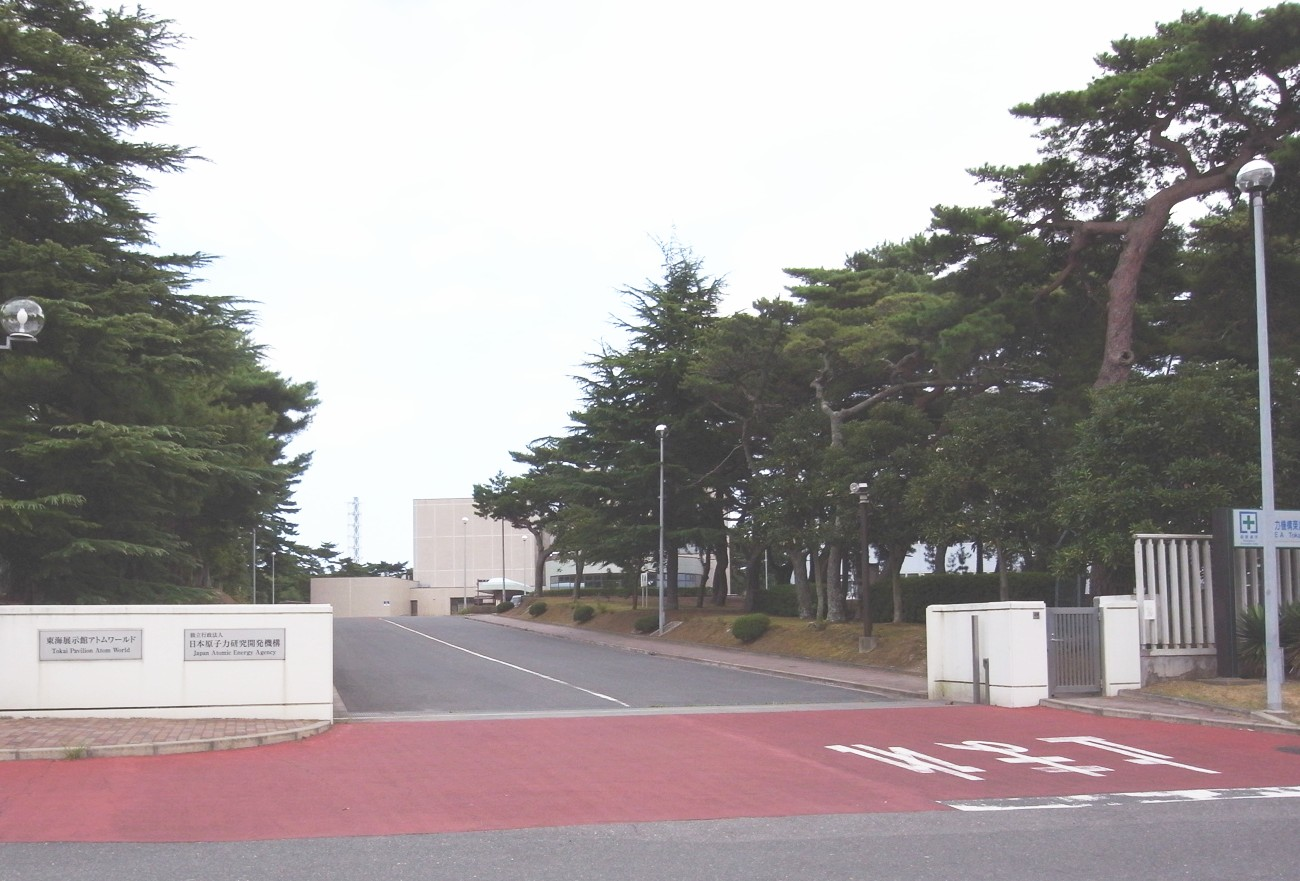
日本原子力研究開發機構

### 著名研究人员
- 永宫正治博士
- 加速器开发总管、理学博士山崎良成

## 日本核事故
- 1995年「文殊」原型快滋生反應器發生鈉洩漏事故之後就關閉至今。
- 1999年9月30日，東海村JCO臨界意外，東海村的一家核燃料加工公司發生重大核洩漏事故，3名工作人員直接受到核輻射，其中2人日後死亡。
- 2011年3月11日福島第一核電廠事故，日本宮城縣東方外海發生矩震級9.0級大地震後所引起的一次核子事故，是目前世界上僅次於蘇聯切爾諾貝利核電站事故的最嚴重核洩漏事故。

## 相关机构和计划
- 日本经济产业省资源能源厅的中长期“核能立国计划”大纲

## 日本核能力
日本现有核电站55座，核电规模世界第三，仅次于美国和法国，核能发电量一度占全国总发电量的30%左右。不過截至2022年核电占比不到7%。2022年12月22日，日本政府出台政策，拟延长核电站运转年限并新建核电机组。这标志着日本放弃了自2011年福岛第一核电站发生辐射泄漏事故以来所坚持的尽可能降低对核电依赖的立场。
日本拥有44吨钚，居世界第四，其中9吨儲存在日本境內。1993年青森县六所村核废料再处理工厂破土，原計劃1997年完工，但是工程一再延期，目前預計2021年完工。

## 民众态度
74%日本民众对日本的核计划持“批评”或者“谨慎”态度，38%的日本民众认为日本应该寻找其他能源。